# Karl-Erik Nilsson
Pour les articles homonymes, voir Nilsson.
Karl-Erik Nilsson (né le 4 janvier 1922 à Eslöv et mort le 14 décembre 2017) est un lutteur suédois spécialiste de la lutte gréco-romaine.

## Carrière
Karl-Erik Nilsson participe aux Jeux olympiques d'été de 1948, aux Jeux olympiques d'été de 1952 et aux Jeux olympiques d'été de 1956 à chaque fois dans la catégorie des poids mi-lourds (79-87 kg). En 1948, il remporte le titre olympique. En 1952 et 1956, il remporte la médaille de bronze.

## Palmarès

### Jeux olympiques
- Jeux olympiques de 1948 à Londres,  Royaume-Uni
  -  Médaille d'or en moins de 87 kg.
- Jeux olympiques de 1952 à Helsinki,  Finlande
  -  Médaille de bronze en moins de 87 kg.
- Jeux olympiques de 1956 à Melbourne,  Australie
  -  Médaille de bronze en moins de 87 kg.

### Championnats du monde
- Championnats du monde 1955 à Karlsruhe,  Allemagne de l'Ouest
  -  Médaille de bronze en moins de 87 kg.